# Continental Hockey League
La Continental Hockey League (abbreviata in CnHL) è stata una lega semiprofessionistica di hockey su ghiaccio statunitense attiva tra il 1972 e il 1986.

## Storia
Inizialmente fu essenzialmente un campionato amatoriale. Nel corso degli anni settanta il livello si alzò costantemente, ed in particolare dopo il 1979 quando la fine della WHA e di leghe minori ad essa associata fecero convergere molti giocatori verso questa lega.
La crescita della lega fu indirettamente causa della sua scomparsa: l'espansione geografica comportò un aumento dei costi per i viaggi, ed alla fine la lega votò per la propria chiusura al termine della stagione 1985-1986. Di fatto la lega fu sostituita dalla All-American Hockey League a partire dalla stagione successiva.